# Nicole Beaudoin
Pour les articles homonymes, voir Beaudoin.
 (juin 2023).
Nicole Beaudoin est une femme d'affaires et comptable québécoise née à Montréal, en 1939. 
Elle est à la tête du Réseau des femmes d'affaires du Québec dont elle est devenue propriétaire en 1993.

## Publications
- 2007 : Francine Richer, Louise St-Cyr et Nicole Beaudoin. L'entrepreneuriat féminin au Québec. Dix études de cas. Presses de l'Université de Montréal,  (ISBN 9782760619821).

## Distinctions
- 1989 - Fellow de l’Ordre des comptables agréés du Québec
- 2004 - Membre du Club des diplômés émérites de l’Université de Montréal
- 2001 - Prix Femme de mérite du YWCA[2]
- 1991 - MBA émérite de HEC
- 2006 - Officier de l'Ordre national du Québec[3]